# Bruno Walter (Politiker, 1961)
Bruno Walter (* 1961 in Wassertrüdingen) ist ein deutscher Politiker. Er war Vorsitzender der Partei „Die Violetten – für spirituelle Politik“ (Die Violetten), bis er am 28. Februar 2010 von Christina Diggance abgelöst wurde.
Bei der Landtagswahl in Bayern 2008 trat er für seine Partei im Stimmkreis Ansbach-Süd, Weißenburg-Gunzenhausen an. Mit 0,4 Prozent der abgegebenen Erststimmen verpasste er den Einzug in den Landtag klar. Auch auf der Liste der Partei für den Wahlkreis Mittelfranken kandidierte er auf dem ersten Listenplatz, verfehlte aber auch auf diesem Weg den Einzug in den Landtag.
| Personendaten    | Personendaten                       |
| ---------------- | ----------------------------------- |
| NAME             | Walter, Bruno                       |
| KURZBESCHREIBUNG | deutscher Politiker (Die Violetten) |
| GEBURTSDATUM     | 1961                                |
| GEBURTSORT       | Wassertrüdingen                     |